# Лідія Осталовська
Лідія Осталовська (пол. Lidia Ostałowska) — польська журналістка, репортерка, письменниця та суспільна діячка.

## Біографія
1977 року закінчила полоністику у Варшавському університеті. Працювала журналісткою в часописі«Przyjaciółce» (1979—1980) та репортеркою в щотижневику«itd». Через перевірки під час воєнного стану залишилась без роботи. Співпрацювала з «Солідарністю», у 1984—1989 роках працювала вчителькою. Після 1989 пов'язала свою діяльність з відділом репортажу Виборчої Газети, де працювала аж до смерті. Пише про «тих, кому важче — про національні та етнічні меншини, про жінок, про молодь з субкультур»  (репортажі опубліковані в «Високих каблуках», «Великому форматі» i «Континентах») .
Одна із засновників та членів ради Фундації ІТАКА, єдиної польської позаурядової організації, яка серйозно займається проблемами зникнення людей безвісти. Проводить лекції на післядипломних ґендерних вченнях в Інституті літературних досліджень ПАН. 2012 року книжку «Акварелі» номіновано на Літературну премію Nike. У 2013 році завдяки старанням «Виборчої Газети» з'явилася електронна книжка Лідії Осталовської під назвою «Баланга в трансі». Як сама зізнається, особливий зв'язок пов'язує її з циганським середовищем, долю яких у після комуністичній Польщі та Східній Європі описала в книжці «Циган — це циган»
Померла 21 січня 2018 року, похована у Варшаві.

## Переклади українською
- Лідія Осталовська. Акварелі / пер. з пол. Андрій Любка. — Ч. : Книги – ХХІ; Meridian Czernowitz, 2014. — 192 с. — ISBN 978-617-614-043-6.